# Notre charge apostolique
Notre charge apostolique, en español Nuestro cargo apostólico, es el nombre de una carta apostólica de Pío X, del 25 de agosto de 1910, escrita en francés y dirigida a los arzobispos y obispos franceses. En ella expone los errores en que está incurriendo el movimiento de Le Sillon y pide su disolución.

## Le Sillon
Fundado en París en 1898 por Marc Sangnier, Le Sillon se presenta como un movimiento católico con un objetivo social, como respuesta a la petición de León XIII, formulada en la Rerum novarum. Así fue entendida y alabada por el papa Pío X y los obispos franceses. Obtuvo enseguida una buena acogida entre los católicos, adhiriéndose a él personas de distintas clases sociales y desarrollando una amplia labor educativa entre los jóvenes. Sin embargo su deriva hacia planteamientos de orden político enturbió sus relaciones con la jerarquía, con actitudes que el Papa consideró inadecuadas. En la carta Notre charge apostolique, el Papa manifestó los peligros doctrinales de los planteamientos de Le Sillon, pidiendo su disolución.

## Contenido de la carta
Ya en las primeras palabras de la carta el papa expresa su preocupación por las ideas que está difundiendo el movimiento de Le Sillon.

Notre charge apostolique nous fait un devoir de veiller à la pureté de la foi et à l'intégrité de la discipline catholique, de préserver les fidèles des dangers de l'erreur et du mal, surtout quand l'erreur et le mal leur sont présentés dans un langage entraînant, qui, voilant le vague des idées et l'équivoque des expressions sous l'ardeur du sentiment et la sonorité des mots, peut enflammer les coeurs pour des causes séduisantes mais funestes.
Nuestro cargo apostólico nos impone la obligación de velar por la pureza de la fe y la integridad de la disciplina católica y de preservar a los fieles de los peligros del error y del mal, mayormente cuando el error y el mal se presentan con un lenguaje atrayente que, cubriendo la vaguedad de las ideas y el equívoco de las expresiones con el ardor del sentimiento y la sonoridad de las palabras, puede inflamar los corazones en el amor de causas seductoras pero funestas.
Incipit de Notres charge apostolique

Al mismo tiempo manifiesta que durante tiempo ha dudado en manifestar pública y solemnemente su juicio acerca de Le Sillon, porque ama a la valiente juventud alistada bajo su bandera y la considera digna de elogio y admiración. En efecto su objetivo era encomiable, pues suponía tratar de poner en práctica el mensaje de León XIII en la Rerum novarum, ayudar a restaurar la justicia y el orden en la sociedad, confesando al tiempo su fe en un ambiente hostil, enarbolando la bandera de Cristo entre la clase obrera. Todo esto explica el laiendo y la aprobación que ha recibido el movimiento del episcopado y de la Santa Sede.
Sin embargo, pasado un tiempo aparecieron en Le Sillon tendencias alarmantes: sus fundadores, jóvenes y llenos de entusiasmo, carecían de la necesaria ciencia histórica, sana filosofía y teología sólida para afrontar con seguridad los problemas sociales a los que se enfrentaban y evitar que se infiltrasen en ellos ideas liberales y protestantes. Aunque no le faltaron consejos, ni fueron atendidos, apartándose cada vez más de la dirección e influencia de los obispos. En esta situación escribe el Papa., 

Tenemos obligación de decir la verdad a nuestros queridos hijos de "Le Sillon", a quienes un generoso ardor ha llevado a un camino tan errado como peligroso. Tenemos obligación de decirla a los muchísimos seminaristas y sacerdotes que "Le Sillon" ha apartado, si no de la autoridad, por lo menos de la dirección e influencia de los Obispos; tenemos obligación de decirla, finalmente, a la Iglesia, dentro de la cual "Le Sillon" siembra la discordia y cuyos intereses compromete.  
Nostre charge apostolique (AAS vol, II, p. 609).

Expone a continuación el Papa los errores de carácter general en que ha incurrido el movimiento: por una parte, pretende sustraerse a la autoridad de la Iglesia, olvidando que todo lo humano está sujeto a moral y por tanto a la autoridad de la Iglesia. Pero además, Le Sillon, en su deseo de mejorar y regenerar la clase obrera, se aparta de las enseñanzas de la Rerum novarum, así, colocan la autoridad en el pueblo o casi la suprimen, y tienen por ideal realizable la nivelación de clases. 
A continuación la carta identifica los errores particulares en que incurre el movimiento, al rechazar en la práctica, diversas enseñanzas de la Iglesia: "la autoridad pública procede de Dios, no del pueblo ni puede ser revocada por el pueblo (n. 19) la autoridad y la obediencia son necesarias y no coartan la libertad (n. 20). La desigualdad no es injusticia ni la democracia es el único régimen justo ni goza de especial privilegio (n. 21). Es falso y débil fundamento de la fraternidad el que se pone en interés común o en la simple humanidad. La caridad cristiana y Jesucristo mismo son la verdadera base de la fraternidad humana (n. 22)"
A modo de conclusión la carta hace una llamada a los obispos para que no escape a su solicitud pastoral las situaciones de injusticia social, formando la conciencia del pueblo y los poderes públicos, y procurando que algunos sacerdotes -con buena formación filosófica, teológica e histórica- se dediquen al estudio de la ciencia social y a la solución de sus problemas. Se dirige, finalmente, a los jefes de Le Sillon: 

con la confianza de un padre que habla a sus hijos, les pedimos por su bien, por el de la Iglesia y de Francia, que os cedan el puesto. Nos medimos ciertamente la extensión del sacrificio que de ellos solicitamos, pero sabemos que son bastante generosos para realizarlo, y de antemano, en el nombre de Nuestro Señor Jesucristo, de quien somos representantes indignos, les damos por ello Nuestra bendición. En cuanto a os miembros de "Le Sillon", queremos que se agrupen por diócesis para trabajar bajo la dirección de los obispos respectivos, así en la regeneración cristiana y católica del pueblo como en el mejoramiento de su suerte.
Nostre charge apostoloque, AAS vol. II, pp. 631-632

En cuanto a los miembros de Le Sillon, aclaraba el Papa

Por supuesto que todo "sillonista" católico quedará libre de conservar, por otra parte, sus preferencias políticas, depuradas de todo lo que en la materia no sea enteramente conforme con la doctrina de la Iglesia.
Notre  p. 632.

Concluye la Carta, como es habitual, concediendo a los Obispos a su clero y pueblo su bendición apostólica, y pidiendo al Señor que los afectados por su mensaje entiendan las graves razones que motivan su escrito y les dé la docilidad de corazón necesarias para seguir las indicaciones que contiene.

## Le Sillon tras la carta del Papa
Ante la petición del Papa, Marc Sangnier quiso mostrarle su obediencia filial, dejó la dirección de Le Sillon y de los comités en que trabajaba. "Conservó su periódico, La Démocratie, y se limitó a una pura acción cívica, mediante la Ligue de la Jeune République, que fundó en 1921, sin la más leve inspiración religiosa"